# Tetrafluor-1,2-diklóretán
A tetrafluor-1,2-diklóretán vagy R-114 teljesen klórozott-fluorozott szénhidrogén (CFC), képlete ClF2CCF2Cl. Elsősorban hűtőközegként használták. Nem gyúlékony, édeskés, kloroformra emlékeztető szagú gáz, kritikus pontja 145,6 °C és 3,26 MPa. Nyomás alatt vagy lehűtés hatására cseppfolyósodva színtelen folyadék. Szerepel az Éghajlatváltozási Kormányközi Testület ózonlebontó anyagokat tartalmazó listáján.

## Fordítás
Ez a szócikk részben vagy egészben a 1,2-Dichlorotetrafluoroethane című angol Wikipédia-szócikk ezen változatának fordításán alapul.  Az eredeti cikk szerkesztőit annak laptörténete sorolja fel. Ez a jelzés csupán a megfogalmazás eredetét és a szerzői jogokat jelzi, nem szolgál a cikkben szereplő információk forrásmegjelöléseként.